# Jaleco
K.K. Jaleco (jap. 株式会社ジャレコ, Kabushiki kaisha Jareko) war ein japanischer Entwickler und Publisher von Videospielen.

## Geschichte
Der Vorgänger der heutigen Firma existierte bereits seit 1974. Sie wurde als Japan Leisure Corps (Abk. seit 1983 Jaleco) gegründet um Unterhaltungsartikel herzustellen. 1982 begann man mit der Programmierung von Arcade-Spielen. Diese ursprüngliche Firma ist aber seit 2006 unter dem Namen Emcom Holdings bekannt. Eigentlich wurde die heute als Jaleco bekannte Firma Jaleco Ltd. 2006 zunächst als Tochter der Jaleco Holding gegründet. Nach dem Verkauf der Jaleco Ltd. änderte die ehemalige Mutter ihren Namen 2009 in Emcom.
Heute ist Jaleco Ltd. eine hundertprozentige Tochter von Game Yarou und beschäftigt sich weiterhin mit Videospielen. Emcom ist nicht mehr in dieser Branche tätig. Es werden Spiele für Handys, Internet und auch für die Konsolen entwickelt oder auch nur verlegt.
Bekannte Arcade-Spiele aus früheren Zeiten sind z. B. Exerion (1983) oder Big Run (1989). Der neueste Titel ist das Spiel Kizuma für die Wii.